# Open Groninger schaakkampioenschap
Het Open Groninger schaakkampioenschap, ook bekend als het Groningen Open, was een weekendschaaktoernooi dat sinds 1996 ieder jaar werd georganiseerd in Groningen. De organisatie was in handen van Schaakclub Groningen. 
Het Groningen Open is een ander toernooi dan het grootschaligere Schaakfestival Groningen.

## Historie
Het toernooi heeft in de loop van de jaren verschillende namen gehad, waaronder het BDO Weekendtoernooi en het Hotels.nl Weekendtoernooi, naar de toenmalige hoofdsponsors. Sinds 2009 werd het toernooi met Pinksteren gespeeld en kent het zeven in plaats van de gebruikelijke zes ronden.

## Lijst van winnaars

### Meervoudige winnaars
| Overwinningen | Schaker       | Land               | Jaren              |
| ------------- | ------------- | ------------------ | ------------------ |
| 3             | Sipke Ernst   | Vlag van Nederland | 2007 + 2009 + 2011 |
| 2             | Erik Hoeksema | Vlag van Nederland | 2002 + 2010        |

### Overwinningen per land
| Overwinningen | Land           |
| ------------- | -------------- |
| 11            | Nederland      |
| 1             | China, Letland |